# 申塔尔
申塔尔（德語：Schöntal，發音：[ˈʃøːntaːl]）是德国巴登-符腾堡州斯图加特行政区霍恩洛厄县的市镇，面积81.67平方千米，2023年12月31日人口为5,634人。